# آبانتو ای سیربانا
آبانتو وای سیربانا آبانتو زیربنا (به اسپانیایی: Abanto y Ciérbana-Abanto Zierbena) یک شهرستان در اسپانیا با جمعیت ۹٬۶۴۷ نفر است که در país vasco واقع شده‌است.